# 에어프랑스 66편 비상착륙 사고
에어프랑스 66편 비상착륙 사고는 2017년 10월 1일 캐나다에서 일어난 항공사고이다. 프랑스의 샤를 드 골 국제공항을 출발하여 미국의 로스앤젤레스 국제공항으로 가던 에어프랑스 66편은 4번 엔진이 고장나면서 캐나다에 있는 구스베이 공항에 비상착륙을 하였지만 부상자는 없었다.

## 같이 보기
- 콴타스 항공 32편 엔진 폭발 사고